# Narrativa di genere
La narrativa di genere, o letteratura di genere, è la produzione letteraria e narrativa (romanzi, racconti) scritta con l'intento di rientrare in uno specifico genere letterario. Nell'editoria contemporanea, "genere" è un termine elastico usato per accomunare opere con similitudini di personaggi, temi e situazioni, ad esempio il romanzo d'appendice, il giallo, il romanzo rosa, l'horror la fantascienza, che si sono dimostrati attraenti per particolari gruppi di lettori. I generi si evolvono, dividono e combinano, man mano che i gusti dei lettori cambiano e gli autori cercano nuovi modi per raccontare storie.

## Rapporto tra letteratura di genere e letteratura "alta"
Per varie ragioni, la letteratura di genere è stata spesso considerata pregiudizialmente "di bassa qualità", in contrapposizione all'ipotetica "alta qualità" della narrativa letteraria mainstream. Questo scollamento trae origine, a partire dal XVIII secolo, dall'affermazione, in ambiente anglosassone, del romance, di una forma narrativa di massa, distaccatasi dalla tradizione culturale "alta" del novel, a cui fino ad allora quel genere di romanzo era rimasto unito.
Questa gerarchia si riflette sull'atteggiamento degli stessi autori di genere, portatori di una sorta di complesso di inferiorità rispetto alla letteratura "alta": questa soggezione psicologica si esprime (è il caso, ad esempio, dello scrittore horror-fantastico Stephen King) nell'aspirazione a un riconoscimento critico e accademico, a una collocazione nella "letteratura universale", che superi il "peccato originale" consumatosi "alle soglie del XVII secolo".
Esistono alcuni casi, tuttavia, in cui alcuni prodotti di genere sono riusciti ad emanciparsi dalla condizione di letteratura "dozzinale": alcuni autori, divenuti classici nel filone di genere, sono "forse ormai ascritti alla 'letteratura alta'" o, almeno, a "una zona di confine": è il caso di Philip K. Dick, autore di fantascienza a cui sono stati dedicati molteplici studi critici e ormai entrato tra i classici della narrativa contemporanea; in ambito italiano, ad esempio, alcuni prodotti di un filone noir sviluppatosi tra la fine del XX e l'inizio del XXI secolo si sono rivelati capaci di esplorare il disagio della società italiana e di rappresentare, attraverso una narrazione letteraria, perfino meglio di un'plebiscito, il degrado e le miserie della vita di provincia.

## Convenzioni di genere
Per definizione, le opere appartenenti a un dato genere seguono, più o meno, le convenzioni di quella tipologia letteraria. Robert McKee, insegnante americano di sceneggiatura, definisce le "convenzioni di genere" come "specifici ambientazione, ruoli, eventi e valori che definiscono i singoli generi e i loro sottogeneri". Queste convenzioni, sempre fluide, sono di solito implicite, ma a volte gli editori di narrativa ne fanno dei requisiti espliciti come guida per gli autori che desiderano essere pubblicati.
Per esempio, una rivista di letteratura romantica potrebbe indicare, nelle sue direttive per gli autori, che essa desidera storie di una certa lunghezza, di tema fantascientifico, fantastico o relativo al paranormale, in cui il conflitto narrativo è risolto per mezzo dell'attrazione reciproca tra l'eroe e l'eroina. Le direttive potrebbero stabilire che la storia deve avere un lieto fine e specificare quanto esplicite possono essere le scene d'amore. Gli autori che desiderano essere pubblicati in quella rivista dovrebbero fare in modo che le loro storie seguano le direttive; quanto maggiore la fedeltà alle direttive, tanto maggiore la probabilità di essere pubblicati. L'obiettivo dell'editore, d'altra parte, è quello di andare incontro ai desideri dei suoi lettori, che spesso hanno forti e specifiche aspettative riguardo alle storie pubblicate da quell'editore. Questa scrittura "su misura" è letteratura di genere nella sua forma più pura.
La maggior parte della narrativa, in special modo i romanzi, non si conforma così strettamente alle convenzioni di genere. E in verità non vi è consenso su quali esattamente siano le convenzioni di un dato genere, e nemmeno su che cosa siano i generi stessi. Scrittori, editori, addetti al marketing, librai, biblioteche, accademici, critici, lettori potrebbero avere modi diversi di classificare la narrativa, e ciascuna di queste classificazioni potrebbe essere definita genere (per esempio, si potrebbe sostenere che il cosiddetto romanzo da aeroporto sia un "genere"; tuttavia esso è così denominato non dall'argomento delle sue storie, ma dal mercato nel quale è venduto). Non vi è dubbio che i lettori abbiano preferenze per certi tipi di storie, e che esistano scrittori ed editori che tentano di soddisfare queste preferenze, ma il termine genere resta amorfo, e l'assegnazione di una certa opera a un dato genere resta, in certa misura, arbitraria e soggettiva.

## I generi e il marketing della narrativa
Nella distribuzione libraria i generi sono utilizzati per suddividere le opere di narrativa tra i diversi scaffali del reparto narrativa della libreria. Tipicamente esiste una sezione (di solito ampia) di "narrativa generale", comprendente opere che non appartengono a un genere; ma, di fatto, molti dei titoli in questa sezione sono romanzi di genere che sono stati qui collocati perché i librai valutano che, per la loro qualità o altre caratteristiche, possano interessare a un pubblico più vasto rispetto a quello lettori di quel particolare genere. Per esempio, i romanzi di Andrea Camilleri che hanno per protagonista il commissario Montalbano possono essere considerati dei polizieschi, ma spesso, in libreria, si trovano nella sezione di narrativa generale.

## Narrativa di genere e narrativa letteraria
Il termine "narrativa di genere" è a volte usato come opposto peggiorativo di "narrativa letteraria", che si considera dotata di maggior valore artistico e culturale. Secondo questa posizione, a confronto con la narrativa letteraria, quella di genere sarebbe stereotipata, commerciale, sensazionale, melodrammatica e sentimentale. Per estensione, si suppone che i lettori di narrativa di genere (il pubblico di massa) abbiano gusti letterari più grossolani rispetto ai lettori di narrativa letteraria. La narrativa di genere è quindi essenzialmente vista come letteratura destinata al mercato di massa.
Questo è un pregiudizio molto comune, ma non veritiero in quanto basato su luoghi comuni e stereotipi. A tal proposito è interessante citare il critico letterario Wayne C. Booth:
È interessante anche il punto di vista dello scrittore Ford Madox Ford:
La narrativa di genere ha insomma canoni e regole, soprattutto da un punto di vista stilistico, che per molti la elevano allo stato dell'arte. Si può inoltre sostenere che tutti i romanzi, non importa quanto "letterari", rientrino nei confini di uno o più generi, magari ibridati tra loro.

## Narrativa di genere e narrativa popolare
Il termine "narrativa popolare", un tempo usato in contrasto a "narrativa letteraria", è caduto in disuso. Esso è stato sostanzialmente sostituito da "narrativa di genere".

## L'evoluzione dei generi
Fin dalle origini della letteratura si riconobbe l'esistenza di diversi tipi o categorie di opere letterarie. La poesia, forma letteraria più antica della prosa, era nell'antichità suddivisa in narrativa, drammatica e lirica.
La poesia narrativa, almeno in quanto era scritta (piuttosto che recitata o cantata), era primariamente epica. La poesia drammatica venne suddivisa in tragedia e commedia. Il filosofo greco Aristotele nella sua Poetica per primo definì dei generi di narrazione, categorizzando le opere teatrali in base alle caratteristiche dei loro finali e alla struttura delle loro storie.

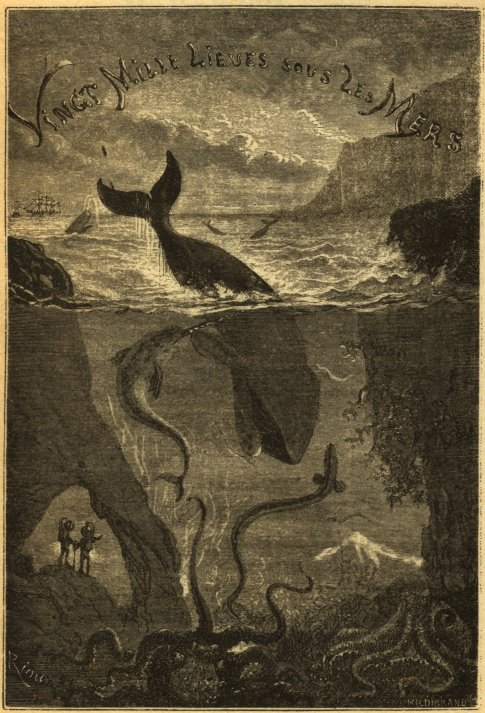
Il frontespizio con il titolo di Ventimila leghe sotto i mari di Jules Verne

Molti generi di narrativa possono essere ricondotti a poche importanti o popolari opere letterarie scritte prima che il concetto di genere fosse formulato. La narrativa "di genere" può essere considerata come comprendente quelle opere che cercano, in qualche misura, di imitare quei modelli. La fantascienza ebbe inizio, come genere riconoscibile, con i romanzi scientifici di Jules Verne e H. G. Wells, sebbene la sua codificazione come genere di massa sia avvenuta solo dalla fine dagli anni venti del Novecento. Le storie di orrore e di mistero possono essere fatte risalire in gran parte a Edgar Allan Poe e a pochi altri.
Il primo decennio del Novecento fu fertile per lo sviluppo, da parte di scrittori come M. P. Shiel, di generi di narrativa e tipologie di personaggi. Spesso essi apparivano in periodici, che in seguito divennero i Pulp magazine dell'inizio del XX secolo.

## I generi della narrativa di genere
Come si è osservato sopra, esistono molti modi diversi di etichettare e definire i generi della narrativa. Di seguito si elencano alcuni dei generi principali come sono utilizzati nell'editoria contemporanea.

### Azione-avventura
Le storie di avventura, che si rivolgono principalmente a lettori maschi, sono caratterizzate da movimento, sforzo fisico e violenza, spesso nel corso di una ricerca avventurosa, un inseguimento o una missione militare ambientata in luoghi ostili o esotici come giungle, deserti o montagne. Tra i personaggi tipicamente compaiono commando, mercenari, terroristi, contrabbandieri, pirati, e simili. Le situazioni comprendono esibizioni di coraggio, forti legami tra uomini, tradimenti, oltre a conoscenze su tecnologie, armi e altri strumenti e congegni.

### Crimine
Le storie di crimine, incentrate su azioni criminali, sono raccontate dal punto di vista dei perpetratori. Esse variano in tono da allegre storie di "colpi" a trame più oscure che riguardano il crimine organizzato o condannati detenuti in carcere.

### Erotica
La narrativa erotica, incentrata sulle vite sessuali dei personaggi e caratterizzata da descrizioni esplicite di sesso, soltanto da qualche decennio è divenuta un genere accettato e diffuso. In precedenza era considerato un prodotto riguardante una subcultura, reperibile soltanto in librerie "per adulti".

### Fantascienza
Le storie di fantascienza presentano come caratteristica fondante un uso realistico di elementi (para) scientifici includendoli in un orizzonte immaginativo già noto e dunque in qualche misura la carica dirompente di determinate innovazioni viene disinnescata dall'apparente quotidianità di queste (cfr. Italo Calvino, La memoria del mondo e altre storie cosmicomiche). Al di là di ciò non vi sono particolari indicazioni per la trama, i personaggi ecc.
Uno tra i numerosi sottogeneri della fantascienza è costituito dall'ucronìa (o "storia alternativa"), in cui, per qualche speciale ragione, la storia dell'umanità (o di una parte di essa), così com'è raccontata nel romanzo, è diversa dalla storia così come si è effettivamente svolta.

### Fantasy

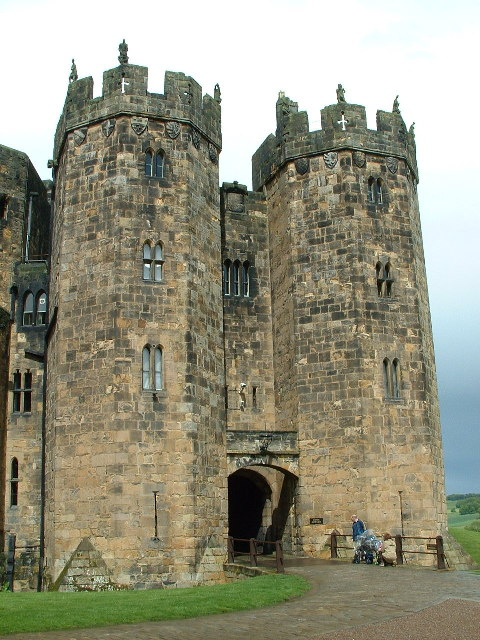
Nell'Alnwick Castle è stato ambientato il film tratto dal celebre romanzo di J. K. Rowling Harry Potter

La narrativa fantasy è sviluppata attorno al mito, al soprannaturale, all'immaginazione, all'allegoria, alla metafora, al simbolo e al surreale. In questo filone rientrano quelle storie di letteratura fantastica dove gli elementi fantastici non vengono spiegati in maniera scientifica; le storie sono spesso di carattere epico e spesso vi compare la magia.
 L'enorme popolarità del Signore degli Anelli di J. R. R. Tolkien dimostra l'ampia diffusione di questo genere, anche se Tolkien aveva aspirazioni letterarie e puntava a scrivere un poema epico moderno.
 Il fantasy è un genere in fermento e che sta cercando di liberarsi dei propri cliché grazie a sottogeneri più sperimentali come il new weird, la bizarro fiction, lo science fantasy e certe correnti dell'urban fantasy e del dark fantasy.

### Narrativa romantica
La narrativa romantica (o romanzo rosa) è uno dei generi con il pubblico più vasto. Comprende un'ampia gamma di sottogeneri, il cui tema principale è sempre l'attrazione reciproca e l'amore romantico tra due persone, spesso con varie peripezie e difficoltà che tuttavia conducono a un lieto fine.

### Noir
Il noir o romanzo nero (noir fiction in inglese, Roman noir o polar in francese), da non confondere con il romanzo nero, gotico o terrifico del XVIII secolo, è un sottogenere del giallo, apparso negli Stati Uniti attorno alla seconda guerra mondiale per opera di scrittori come Cornell Woolrich, ritenuto da molti il fondatore del genere, e James M. Cain. Molti lo considerano un tutt'uno con il genere hard boiled; altri ritengono possibile identificare delle differenze significative tra il primo, più incentrato sulla costruzione della suspense, e il secondo, che dà più spazio alla personalità del detective.
In realtà il termine "noir" è venuto a indicare storie psicologiche o sociali popolate da dark lady, personaggi ambigui, outsider che si trovano in situazioni ricche di suspense e che quasi mai sono eroi positivi, ma piuttosto i classici "cattivi" o personaggi ambigui, spesso al di là del bene e del male.
Non va trascurato che il paradosso di tali contrapposizioni persino antinomiche tra giallo e noir finisce per chiudere quest'ultimo in un recinto di regole altrettanto dogmatiche. Sono invece gli sviluppi narrativi a rivelare contenuti e qualità di una storia senza impostazioni aprioristiche e ingredienti posticci come sesso, violenza e denaro per fare cassetta. Era già successo con il romanzo d'appendice per avvicinare i lettori.

### Orrore
La narrativa dell'orrore (o horror) ha l'obiettivo di suscitare nei lettori una combinazione di paura, attrattiva e ripulsione. Questo genere, come altri, è in continua evoluzione e si è in parte allontanato da storie a sfondo religioso o soprannaturale in favore di altre che fanno uso di concetti medici o psicologici.

### Giallo
Queste storie raccontano la risoluzione di un reato, di solito uno o più omicidi, da parte di un protagonista che può essere oppure no un investigatore professionista. Questo ampio e popolare genere ha molti sottogeneri, basati su differenze di tono, carattere e ambientazione.
Il mystery, che in senso stretto consiste in storie in cui i personaggi tentano di scoprire un'informazione vitale che è tenuta nascosta fino al punto culminante, è da molti considerato sinonimo di narrativa poliziesca. Nel tipico romanzo di questo genere l'elemento centrale è l'individuazione di un colpevole.

### Thriller
Un thriller è una storia che ha l'obiettivo di suscitare forti emozioni di tensione e pericolo, di solito con una caccia, un inseguimento o una corsa contro il tempo. Tra gli elementi del thriller compaiono spesso spionaggio, crimine, medicina o tecnologia.

### Western
La narrativa western è definita primariamente dall'essere ambientata in una certa visione del West americano nella seconda metà del XIX secolo, e in via secondaria dalla presenza di eroi che sono cavalieri scontrosi e individualisti (cowboy). Altri generi, come quello romantico, hanno sottogeneri che fanno uso di ambientazioni western.

## Tra narrativa di genere e narrativa letteraria
Molte opere di indiscusso valore letterario presentano i tratti caratteristici di un certo genere. Di conseguenza, gli appassionati di quel genere tenderanno a trattare l'opera come appartenente al genere stesso e sosterranno che dimostra il valore del genere; mentre coloro che hanno scarsa considerazione per la scrittura di genere tenderanno a negare che l'opera in questione appartenga a quel genere. La mano sinistra delle tenebre di Ursula K. Le Guin e Gormenghast di Mervyn Peake sono esempi di opere, rispettivamente di fantascienza e fantasy, che sono spesso considerate esempi di letteratura di valore anche al di fuori dei loro generi di appartenenza; e i critici esitano a classificarli in un dato genere. Un esempio più estremo può essere considerato L'arcobaleno della gravità di Thomas Pynchon, che è da molti considerato uno dei più importanti romanzi del secolo. Esso non è mai definito come fantascienza, nonostante il fatto che nella sua trama la scienza immaginaria giochi un ruolo fondamentale. Opere "di confine" di questo tipo spesso sono definite come appartenenti alla narrativa sperimentale, al realismo magico o alla narrativa slipstream.